# Simontorp
Simontorp är en ort i Osby kommun i Skåne län, belägen mellan Osby och Visseltofta.
Simontorp består numera av omkring sju-åtta hushåll och några fritidshus.

## Historia
Simontorp tillhörde tidigare den gamla Osby socken, som var en del av Östra Göinge härad. Ortnamnet är belagt åtminstone sedan början av 1500-talet. I slutet av 1800-talet bodde omkring 55-60 personer i byn.
I äldre tid var Simontorp känt i de omkringliggande socknarna för den tillverkning av liar som bedrevs där. Ingen smedja finns längre kvar i byn, men en del ruiner vittnar fortfarande om det gamla smideshantverket. Under 1800-talet fanns även ett sågverk värderat till 2 000 kronor samt en kvarn på orten.

## Geografi
Genom Simontorp rinner Simontorpsån, som är ett naturvårdsområde med många olika växter. Bygget av Tvärleden, den nya vägen mellan Halmstad och Karlshamn, pågår nu (2011) genom byn.

## Kuriosa
Det finns eller har funnits ytterligare minst tre byar med namnet Simontorp i det tidigare Kristianstads län.